# Бакрадзе, Георгий Михайлович
Георгий Михайлович Бакрадзе — советский хозяйственный, государственный и политический деятель.

## Биография
Родился в 1928 году в селе Переви. Член КПСС с 1958 года.
Окончил семилетнюю школу.
В 1948—1958 — забойщик шахты имени Ленина треста «Чиатурмарганец».
В 1958—1988 — бригадир комплексной бригады горнорабочих треста «Чиатурмарганец» Министерства чёрной металлургии СССР.
Депутат Верховного Совета СССР 6-го созыва. Делегат XXV съезда КПСС.
Жил в Чиатуре.

## Награды
- Орден Ленина
- Орден Октябрьской Революции
- Орден Трудового Красного Знамени (дважды)
- Орден Знак Почёта